# امپراتور چوآی
امپراتور چوای (انگلیسی: Emperor Chūai) چهاردهمین امپراتور ژاپن بود.